# Constantine, a démonvadász
A Constantine, a démonvadász (Constantine) 2005-ben bemutatott német–amerikai misztikus thriller film, melynek alapjául a Vertigo Comics Hellblazer című képregénye szolgált.
A film egyes jeleneteit a képregény Dangerous Habits történetéből vették át (41-46. szám), illetve Midnite papa karakterét a Original Sins című kiadványból.
A film Hongkongban 2005. február 8-án, az Egyesült Államokban és Kanadában február 18-án, Magyarországon április 7-én került a mozikba.

## Cselekmény
|  | Alább a cselekmény részletei következnek! |

A film elején valaki a sivatagban egy furcsa alakú tőrt talál és elindul vele Los Angeles városa felé.
John Constantine (Keanu Reeves) fiatalkora óta erős dohányos, magándetektív Los Angelesben. Orvosa szerint a dohányzás miatt kialakult tüdőrák miatt már csak hónapjai vannak hátra az életéből. Már fiatalkorában kiderült az a képessége, hogy látja a fél-angyalokat és fél-démonokat. Akkoriban sikertelen öngyilkosságot követett el, és hogy halála után elkerülje a poklot, ellensúlyozásként életében igyekszik minél több démont visszakergetni oda. A film elején egy kislány testéből űz ki egy kifejlett démont, aki a földi létsíkra akart átjönni.
Angela Dodson (Rachel Weisz) rendőrnő ikertestvére öngyilkosságot követett el, ő azonban ezt nem tudja feldolgozni, ezért Constantine-hoz fordul útmutatásért, de ő nem hajlandó segíteni. Azt azonban észreveszi, hogy a démonok aktívabbak lettek az utóbbi időben, és azon igyekszenek, hogy az emberi világba áttörjenek. A felsőbb hatalmak megállapodása szerint az angyalok a mennyországban, a démonok a pokolban vannak, és egyikük sem léphet az emberek földjére, az emberek befolyásolása csak sugalmazással megengedett. A démonok aktivitása ezt a kényes egyensúlyt borítja fel.
Constantine Gábriel arkangyalhoz (Tilda Swinton) fordul tanácsért, Gábriel azonban kettős játékot űz: látszólag segít az embereknek, valójában pedig a Sátán gyermekének megszületésén munkálkodik. Álláspontja szerint az emberek Isten által kivételesen kedvezményezett helyzetben vannak, amit nem érdemelnek meg, ezért, hogy jobban értékeljék ezt, előbb szenvedniük kell, amihez a Sátán fiának ténykedése megfelelőnek mutatkozik.
Amikor Constantine a háttérben dolgozó informátorai, Beeman (Max Baker), és Hennessy (Pruitt Taylor Vince) kutatásainak segítségével rájön, hogy a Sátán fia, Mammon szeretne megszületni a világra, hogy azon uralkodhasson, és ezért igyekeznek a démonok áttörni a valóságba, fiatal segítőjével, Chaddel (Shia LaBeouf), és Angela Dodson rendőrnővel igyekszik őket megállítani. Mammon megszületéséhez „isteni eredetű segítségre és egy őrültre van szükség”, ezért kerül a képbe Isabel és Angela, akiket a fél-démon Balthazar (Gavin Rossdale) kutatott fel.
Constantine átmenetileg átkel a pokolba, ahol megtalálja Angela ikertestvérét, Isabelt, akiről kiderül, hogy valóban öngyilkos lett, és hogy gyermekkora óta látta a démonokat (emiatt elmegyógyintézetben ápolták). Angela bevallja, hogy kezdetben ő is látta a démonokat, de ezt a képességét elfojtotta, ezért tudott „normális” életet élni.
Angela kérésére Constantine egy kádban történő „vízbefojtással” újra aktiválja Angela azon képességét, hogy lássa a démonok és angyalok valódi alakját.
Constantine megtámadja és kivallatja Balthazárt, aki elmondja neki, hogy Mammon megszerezte Mexikóban „a végzet lándzsáját” (amin Krisztus vére van), és a lándzsa azóta már Los Angelesben érkezett. Angelát közben elrabolják, hogy teste átjáróként szolgáljon Mammon földre lépéséhez.
Constantine dühösen beront Mindnite papához (Djimon Hounsou) (aki valamikor boszorkánymester volt, manapság pedig egy éjszakai klubot vezet, és mindig igyekszik semleges maradni az angyalok és démonok közötti harcban), aki rövid szóváltás után hajlandó beleegyezni abba, hogy Constantine „a szék”-et használja a pokolba való átkeléshez (ebben a villamosszékben már 200 elítéltet küldtek a pokolra a Sing-Sing börtönben). Constantine a pokolbeli látomásokban látja, hogy a lándzsát hogyan találták meg, és hogy azóta az már Los Angelesben van. Constantine és Chad a kórházba megy, aminek a tetejéről Isabel levetette magát, mert Mammon itt akar megszületni Angela testéből.
Constantine és Angela az elmegyógyintézetben (ahol Isabel meghalt), szembesülnek az áruló Gabriellel. Kiderül, hogy Isabel öngyilkossága egy eszköz volt arra, hogy a Sátán fia Angela testéből megszülessen erre a világra, és Gabriel a szent tőrrel ebben aktívan segédkezik. Constantine azonban újból öngyilkosságot követ el, mivel tudja, hogy érte a Sátán (Peter Stormare) személyesen fog eljönni. Ekkor az idő megáll. Mikor felfedi a Sátán előtt, hogy a fia meg akar születni a világra, hogy uralkodjon rajta, a Sátán megharagszik, és kiűzi a meg nem született fiát Angela testéből a pokolra. A Sátán ezért tartozik Constantine-nak egy szívességgel, ő azonban élete meghosszabbítása helyett azt kéri, hogy Isabel beléphessen a mennyországba. A Sátán ezt megadja, azonban amikor el akarja vonszolni Constantine-t a pokolba, isteni közbeavatkozás történik, mert Constantine olyat kért, ami nem a saját maga javát szolgálja, ezért ő is érdemessé vált a mennyországba való belépésre.
Constantine ekkor egy pillanatra a mennyországba emelkedik, ahol megbocsátást nyer, mivel feláldozta a saját életét azért, hogy Angela életét megmentse. A Sátán haragra gerjed, amikor rájön, hogy rászedték, ezért Constantine tüdejéből eltávolítja a közeli halált okozó rákot, hogy legyen ideje újból bűnöket elkövetni és emiatt a pokolra kerülni. Gabriel elveszíti szárnyait és isteni kiváltságait, közönséges földi emberré válik.
Constantine a zárójelenetben átadja Angelának a lándzsát és megkéri, hogy rejtse el olyan helyre, ahol senki sem találhatja meg.
Constantine abbahagyja a dohányzást és rágógumizni kezd.
A szereplők felsorolása alatti jelenetben Constantine felkeresi Chas sírját és látja, hogy angyalként a mennyországba emelkedett.
|  | Alább a cselekmény részletei következnek! |

## Szereplők
| Szerep                        | Színész             | Szinkronhang        |
| ----------------------------- | ------------------- | ------------------- |
| John Constantine              | Keanu Reeves        | László Zsolt        |
| Angela Dodson / Isabel Dodson | Rachel Weisz        | Hámori Eszter       |
| Chas Kramer                   | Shia LaBeouf        | Tóth Barna          |
| Féléj                         | Djimon Hounsou      | Schneider Zoltán    |
| Beeman                        | Max Baker           | Magyar Attila       |
| Hennessy atya                 | Pruitt Taylor Vince | Faragó András       |
| Baltazár                      | Gavin Rossdale      | Sztarenki Pál       |
| Gábriel                       | Tilda Swinton       | Kiss Eszter         |
| Sátán                         | Peter Stormare      | Kárpáti Tibor       |
| Guberáló                      | Jesse Ramirez       |                     |
| Weiss nyomozó                 | José Zúñiga         |                     |
| Garret atya                   | Francis Guinan      | Áron László         |
| Férges férfi                  | Larry Cedar         |                     |
| Dr. Leslie Archer             | April Grace         | Tóth Szilvia Andrea |

## Eltérések aHellblazerképregénytől
A film forgatókönyve Garth Ennis Dangerous Habits-történetein alapszik (#41-46), de más elemeket is felhasznál. A filmben azonban számos változtatást eszközöltek az eredetihez képest, például Reeves saját hajszínével és akcentusával játszik a filmben, míg az eredeti szereplőt úgy alkották meg, hogy Stingre, a brit énekesre hasonlítson és liverpooli származású legyen. A film színhelye pedig Los Angeles, bár a rendező rámutatott, hogy a képregény sem csak kizárólag Londonban játszódik.
Ugyancsak különbség, hogy Constantine a filmben képes látni a „félvéreket” valódi külsejükben. Ez a képesség okozza rémálmait és végül öngyilkossági kísérletét is, ami a kárhozathoz vezetett, míg a képregényben egy kislány haláláért volt felelős és ez juttatta kárhozatra. A tüdőrák esetét is megváltoztatták, míg a képregényben Lucifer tőrbe csalja Constantine-t, addig a filmben maga ad neki új esélyt az életre.
A film címét Hellblazerről Constantine-ra változtatták, nehogy összekeverhető legyen Clive Barker Hellraiser-filmjeivel. Magának a képregénynek Hellraiser lett volna a címe, de a film egy évvel korábban került a közönség elé, ezért az összetévesztést elkerülendő, Hellblazerre változtatták.

## Fogadtatás
A film zenéjéért Klaus Badelt és Brian Tyler 2005-ben elnyerte az ASCAP-díjat. Emellett jelölték Szaturnusz-díjra a Legjobb horrorfilm, Golden Trailer-díjra a Legjobb thriller kategóriában, valamint Rachel Weiszt jelölték a Teen Choice Awardra.

## Megjelenés
A Warner Home Video 2006. június 6-án jelentette meg a filmet HD DVD-n. (az egyik legkorábbi film volt ebben a formátumban). Blu-ray lemezen 2008. október 14-én adták ki.

## Fordítás
Ez a szócikk részben vagy egészben  a   Constantine (film) című angol Wikipédia-szócikk fordításán alapul.  Az eredeti cikk szerkesztőit annak laptörténete sorolja fel. Ez a jelzés csupán a megfogalmazás eredetét és a szerzői jogokat jelzi, nem szolgál a cikkben szereplő információk forrásmegjelöléseként.